# Годунов, Василий Григорьевич Меньшой
Василий Григорьевич Годунов (Меньшой) — воевода на службе у великого московского князя Василия III.
Дворянин из потомков татарского мурзы Чета, перешедшего на московскую службу. Четвёртый из шести сыновей Григория Ивановича Годунова, внук Ивана Ивановича Годуна, имя которого носила фамилия. Внук его брата Ивана — царь Борис.
Воевода в полку правой руки в походе от Великих Лук на Литву (1515). Воевода в большом полку в походе из Белой к Витебску (1516). С князем Елецким и Засекиным («Чёрным Совкой») командовал войсками разорившими окрестности Витебска и Полоцка (1519).